# The Jungle Book (videojoc)
The Jungle Book és un videojoc de plataformes per a la Master System basat en la pel·lícula de dibuixos animats homònima de Disney. El jugador controla Mowgli que avança per nivells de la selva esquivant i matant enemics i usant els elements naturals per assolir nous espais. A cada nivell ha de trobar un personatge que l'ajuda en la seva cerca final abans que s'esgoti el temps fixat. El joc va comptar amb versions per a les consoles Mega Drive, NES, SNES, PC, Game Boy i Game Gear i una seqüela a causa del seu èxit de vendes.